# Competició de parc
La competició de parc (en anglès, slopestyle) és una disciplina esportiva de l'esquí, el surf de neu i el ciclisme de muntanya. Consisteix en executar els trucs més tècnics i difícils possibles durant el descens aconseguint la major altura en els salts. Guanya qui mostra una major varietat i dificultat de trucs en els salts.
La competició de parc és un dels esdeveniments més populars del calendari dels X Games d'Hivern. Va esdevenir esport olímpic als Jocs Olímpics d'hivern 2014 a Sotxi. Els primers campions olímpics en la modalitat d'esquí foren la canadenca Dara Howell i l'estatunidenc Joss Christensen. I en la modalitat de surf de neu resultaren vencedors Jamie Anderson i Sage Kotsenburg, ambdós estatunidencs.

## Material
Per al surf de neu no fa falta una taula específica, però per a l'esquí es necessiten uns esquís de doble espàtula. Aquests permeten esquiar i recepcionar els salts d'esquena (switch) sense risc que es clavin les cues a la neu.

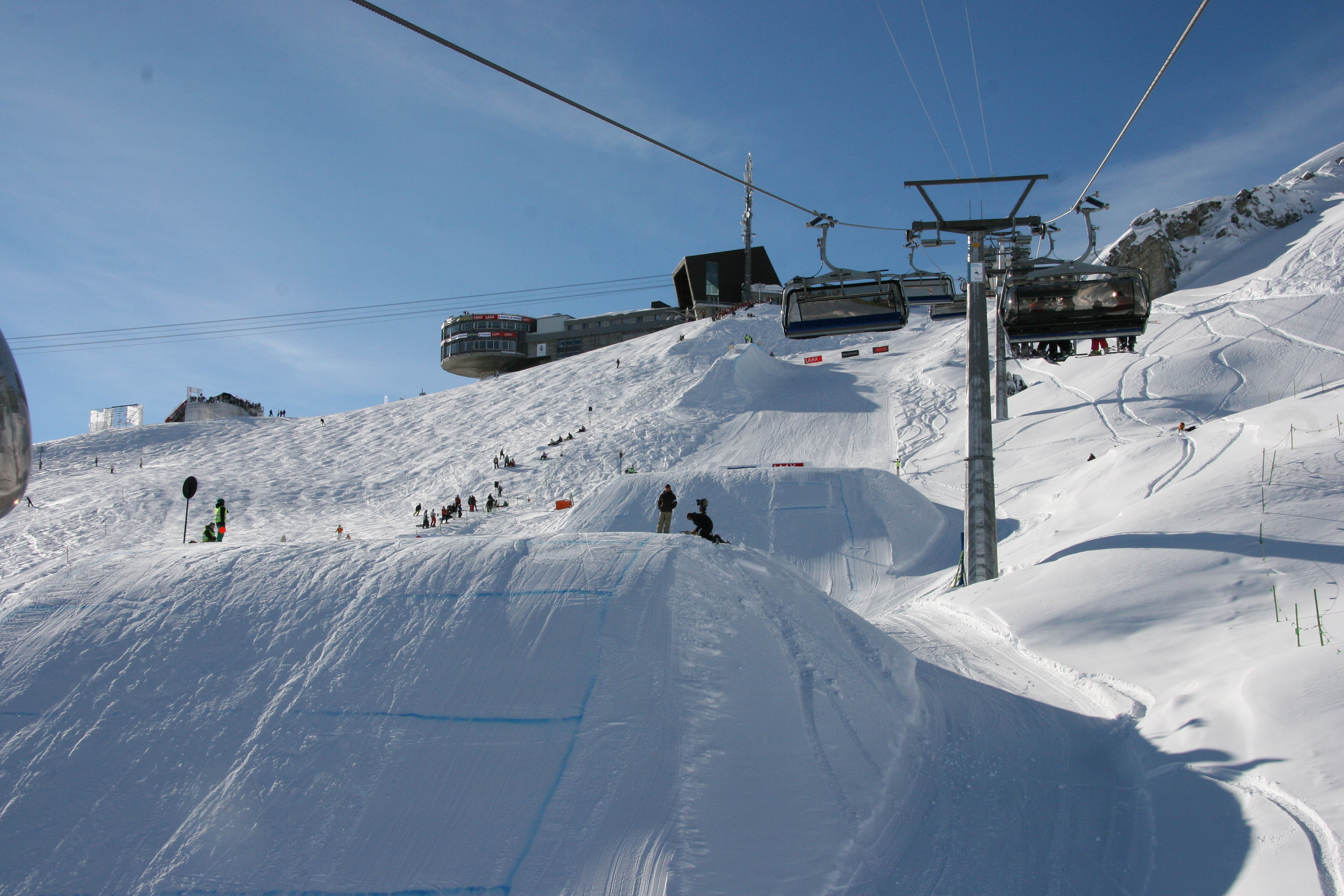
Pista de competició de parc vista des del telecadira

## Terreny
Es practica en unes pistes especialment preparades, anomenades snowparks, i consten de diversos tipus de rampes i obstacles repartits de forma específica al llarg del circuit. L'objectiu dels riders és aprofitar els salts i els mòduls per a realitzar els millors trucs possibles durant el descens. Aquests salts poden oscil·lar entre els 6 i 25 m de longitud entre la rampa de sortida i la recepció. Alguns mòduls comuns són els kickers i les baranes (jibs) de totes les formes i grandàries, des de rectes i llargues fins amb forma d'arc de Sant Martí. Les baranes requereixen una cura especial ja que cal polir-les i encerar-les perquè als riders no se'ls enganxin els cantells en entrar en contacte amb la superfície metàl·lica. Aquests obstacles s'empren per a realitzar trucs en l'entrada, durant i en la sortida del mòdul.

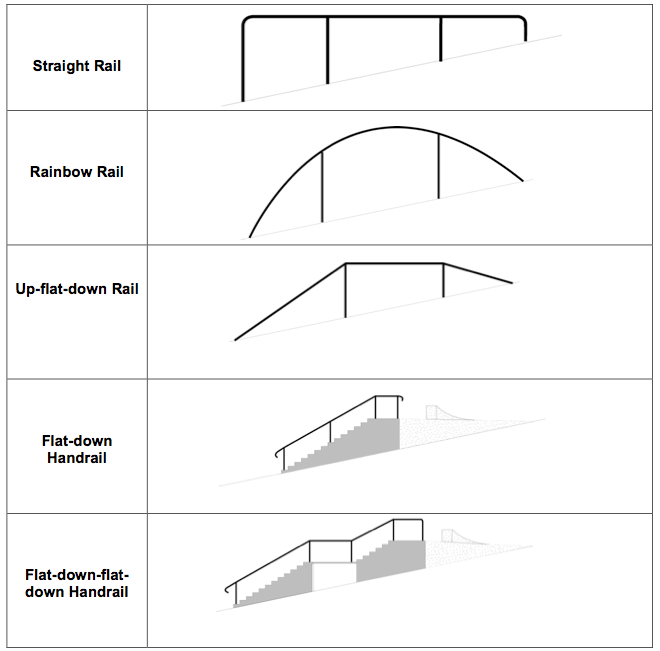
Tipus de baranes

## Obstacles
Un mòdul similar a la barana és el calaix, que és una caixa de fusta o metall la superfície del qual està recobert per un material lliscant, normalment plàstic. Això permet als riders pujar al calaix, lliscar-hi a sobre i caure de nou a la neu completant la línia de trucs. Encara que aquests són els mòduls més habituals, als snowparks també s'hi poden trobar obstacles naturals com petits pujols o cornises, i els calaixos i baranes poden adoptar una gran varietat de formes: línia recta, en baixada-pla-baixada, corbats, amb una bifurcació al final, prims, etc. Un altre mòdul són els wallrides, que són parets gairebé verticals per a lliscar sobre elles i realitzar trucs de tot tipus.